# Paradeis
Oyuugi Wagamama Dan x 【PaRADEiS】 (お遊戯ゎが魔々団×【PaRADEiS】?) o  Paradeis fue una banda originaria de Osaka, Japón de estilo Oshare Kei. Han publicado 2 álbumes, dos minialbum, nueve sencillos, y otros sencillos distribuidos en vivo. Además han aparecido en cuatro álbumes recopilatorios.

## Historia
La banda fue formada en mayo de 2008 por su vocalista Mashiro, exvocalista de Himeyuri, junto con el bajista Ryuki. Su primer sencillo, «Pandora no Hako», lanzado el 4 de junio de ese año, los convirtió en una banda de gran popularidad dentro de la escena Visual kei por su música, videos y lo colorido de sus producciones. Pertenecen al sello discográfico Planet CHILD Music. Con el lanzamiento del sencillo Souzou Enogu La banda decidió cambiarse solo a Paradeis, de una forma para mostrarles aprecio a sus fanes en occidente ya que estos siempre los llamaron así.

## Estilo musical
Su estilo varía entre sonidos Punk y otros un poco más melódicos y divertidos. Mashiro tiene un timbre de voz estilo bajo, el también emite gruñidos en muchas canciones, lo que contribuye a la oscuridad del trasfondo de muchas de las canciones. El sonido de la guitarra a menudo presenta algunas características de distorsión y riffs pesados y solos de virtuosismo técnico y todas sus canciones están acompañadas de un teclado y sonidos electrónicos. Su sonido está muy centrado en su estilo variado y colorido que ayuda a definir su estilo musical.

## DREAM-Fin de Paradeis
Después de terminar la grabación de DREAM, la banda publicó una noticia en su página oficial, esta era la de su separación, ellos dejaban este mensaje:
- DREAMと言う名のアルバムが完成したときに、メンバー5人の中で最高にカッコいいアルバムができたと思えたので、2012年10月30日の公演をもってParadeisは解散することにしました。

最後までわがままなバンドですが解散の日まで温かく見守って頂ければ幸いです。
- Paradeis
- 真白
- 聖
- 碧
- 瑠希
- 実春

## Departure
Con el lanzamiento de este single la banda dio por finalizada su exitosa carrera musical, también lanzaron un DVD recopolatorio con todo sus PV y DVD con su último Live

## Traducción
Cuando el álbum de nombre DREAM fue terminado, porque nos pareció que los 5 miembros hicieron lo más "genial" para hacer el álbum. Decidimos que el 30 de octubre de 2012, después del LIVE, Paradeis será disuelto.
- Mashiro
- Sei
- Ao
- Ryuki
- Miharu

- LAST ONEMAN TOUR『LOVE on Paradeis』
- ■2012年10月9日(火)HOLIDAY NAGOYA
- ■2012年10月15日(月)新宿RUIDO K4
- ■2012年10月30日(火)OSAKA MUSE

## Miembros
- (Waatame Mashiro/Mashitan) ゎたぁめ真白 vocalista
- (Sei) 聖 guitarra líder
- (Ao) 碧  guitarra rítmica
- (Ryuki) 瑠希  bajo
- (Miharu) 実春  batería

## Álbumes[4]
| Año        | Título    |
| ---------- | --------- |
| 28/04/2010 | Col.Tempo |
| 02/05/2012 | DREAM     |

## Minialbum
| Año        | Título                     |
| ---------- | -------------------------- |
| 17/12/2008 | the other side of paradeis |
| 23/03/2011 | Albare                     |

## Recopilaciones con varios artistas
| Año        | Título                  |
| ---------- | ----------------------- |
| 29/10/2008 | PLANETARIUM SHOW CASE   |
| 28/01/2009 | Vivid Shake Monster Box |
| 10/06/2009 | Aonsoku Subsonic        |
| 15/01/2011 | Explosion Showcase      |
| 20/07/2011 | Meteoric Swarm          |

## Sencillos
| Año        | Título                       |
| ---------- | ---------------------------- |
| 04/06/2008 | Pandora no Hako              |
| 02/07/2008 | Nokosureta Kakera no Gikyoku |
| 22/04/2009 | Osanaki futago no himitsu    |
| 26/08/2009 | Senjou to rakuen             |
| 11/11/2009 | Onigokko                     |
| 07/07/2010 | LoLli★Lollipop               |
| 15/09/2010 | Yumekujira                   |
| 20/06/2011 | One-coin Himitsu             |
| 30/11/2011 | Souzou enogu                 |
| 08/09/2012 | Departure                    |

## Distribuidos en vivo
| Año        | Título                 |
| ---------- | ---------------------- |
| 22/04/2009 | Yami yoru suteki sekai |
| 11/05/2009 | Yume yori suteki sekai |
| 23/06/2009 | Yume No Naruki         |
| 23/06/2010 | Soredemo               |
| 20/12/2010 | Stella                 |
| 20/12/2010 | Crazy Bunny!           |
| 20/12/2010 | Kamihitoe              |
| 22/06/2011 | One-coin Himitsu       |

## DVD/ Tours
- 12/02/2009 「1ST ANNIVERSARY PaRADEiS」
- 25/08/2010 Divine Dolce Col·Tempo
- 28/04/2010 Making of Col·Tempo
- 07/07/2010 Making of LoLli★Lollipop A y B
- 2011/09/28 3rd Anniversary PaRADEiS

### Distribuidos en vivo
- Comentario especial de nokosareta kakera no gikyoku
- Comentario de Holiday Vol. 3
- Dekiai tsuukoi monogatari PV DVD
- Purachāzu ⇔ aki no chihō tsuma sagashi TOUR★ ima ga shun★ Nagoya-hen
- Purachāzu ⇔ aki no chihō tsuma sagashi TOUR★ ima ga shun★ Saitama-hen
- Purachāzu ⇔ aki no chihō tsuma sagashi TOUR★ ima ga shun★ Tōkyō-hen
- The other side of paradeis tour 08' Osaka
- The other side of paradeis tour 08' Shinjuku
- The other side of paradeis tour 08' Nagoya
- Ame no nioi PV DVD
- Funwari X´más PV DVD
- Meteoric swarm DVD comment and lives

### Misceláneos
- Cure Vol. 71: Lecciones de Coreografía de "Deai wa noshi kara" con Mashiro Wataame
- Cure Aid: Stile council con Ryuki
- Cure Vol. 100: Making of Pathos logos, Lives, Entrevista en like an Edisson y más en una hora de Paradeis!
- Desfile de modas de Kera Shop (con la participación de Mashiro Wataame)
- Comentarios de fin de año (2010,2011) de Little Hearts Archivado el 26 de febrero de 2012 en Wayback Machine.
- Stranger PV (de la banda SEED con la participación de Wataame Mashiro)
- Making of ohimesama no akai bara
- Senjou to rakuen comentario DVD
- Onigokko versión especial distribuido en vivo
- Ruido K4 (con participación de otras bandas de Planet CHILD Music)
- Comentarios de verano "Love Situation" (Like an Edisson)
- Comentario de BRAND X
- Bonus DVD "premio" del 3.er aniversario

## Vídeos musicales
| Año  | Vídeo                      |
| ---- | -------------------------- |
| 2009 | *Ohimesama no Akai bara    |
| 2009 | *Dekiai Tsuukoi Monogatari |
| 2009 | *Ame No Nioi               |
| 2009 | *Onigokko                  |
| 2009 | *Funwari X'mas             |
| 2010 | *Lolli★Lollipop            |
| 2010 | *Liberty                   |
| 2011 | *Pieromansu                |
| 2011 | *Himitsu                   |
| 2011 | *Phatos Logos              |
| 2012 | *Kimi No Stage             |